# Краснорічківська сільська рада
Краснорічківська сільська рада (Краснорічанська сільська рада, Красноріцька сільська рада) — колишня адміністративно-територіальна одиниця та орган місцевого самоврядування у Фасівському і Володарсько-Волинському (Володарському) районах Коростенської і Волинської округ, Київської й Житомирської областей Української РСР з адміністративним центром у селі Краснорічка.

## Населені пункти
Сільській раді на час ліквідації були підпорядковані населені пункти:
- с. Краснорічка
- с. Олішівка

## Населення
Кількість населення ради, станом на 1923 рік, становила 1 630 осіб, кількість дворів — 212.
Кількість населення ради, станом на 1931 рік, становила 1 079 осіб.

## Історія та адміністративний устрій
Створена 1923 року в складі сіл Краснорічка, Лезник та колоній Краснорічка й Олішівка Фасівської волості Житомирського повіту Волинської губернії. 7 березня 1923 року увійшла до складу новоствореного Фасівського району Коростенської округи. 23 вересня 1925 року, відповідно до постанови ВУЦВК та РНК УСРР «Про зміни в адміністративно-територіальному поділі Житомирської та Коростенської округ», внаслідок ліквідації Фасівського району, сільську раду передано до складу Володарського району Волинської округи. 18 грудня 1928 року затверджена як німецька національна сільська рада, через що с. Краснорічка передане до складу Небізької сільської ради, с. Лезник — до складу Коритищенської сільської ради Володарського (згодом — Володарсько-Волинський) району.
Станом на 1 вересня 1946 року сільська рада входила до складу Володарсько-Волинського району Житомирської області, на обліку в раді перебували села Красногірка, Оліщівка та х. Хичів.
Ліквідована 11 серпня 1954 року, відповідно до указу Президії Верховної ради Української РСР «Про укрупнення сільських рад по Житомирській області», територію та населені пункти приєднано до складу Небізької сільської ради Ємільчинського району Житомирської області.